# Maksim Kazakow
Maksim Dmitrijewicz Kazakow, ros. Максим Дмитриевич Казаков (ur. 27 marca 1993 w Omsku) – rosyjski hokeista.
Jego brał Kiriłł (ur. 2000) także został hokeistą.

## Kariera
- Omskie Jastrieby (2010)
- Rouyn-Noranda Huskies (2010-2011)
- Omskie Jastrieby (2011-2014)
- Awangard Omsk (2013-2016)
  -  Sokoł Krasnojarsk (2014-2015)
  -  Mietałłurg Nowokuźnieck (2015)
  -  Saryarka Karaganda (2016)
- Admirał Władywostok (2016-2018)
- Sibir Nowosybirsk (2018-2019)
- Mietałłurg Nowokuźnieck (2019/2020)
- Humo Taszkent (2019/2020)
- Kunlun Red Star (2020)
- HK Tambow (2020-2021)
  -  Witiaź Podolsk (2020)
- Nieftianik Almietjewsk (2021)
- Toros Nieftiekamsk (2021-2022)
- Omskie Krylja (2022-)

Wychowanek klubu z Omska, wieloletni zawodnik miejscowego Awangarda do 2016. W tym okresie przekazywany do innych zespołów, w tym m.in. do od sierpnia do grudnia 2015. Od czerwca 2016 zawodnik Admirału. We wrześniu 2018 przeszedł do Sibiru, a w kwietniu 2019 przedłużył tam kontrakt o dwa lata. Od końca października 2020 zawodnik Kunlun Red Star. Wtedy został przekazany do zespołu z Tambowa W listopadzie 2020 związany próbnym kontraktem z Witiaziem Podolsk. W grudniu 2020 ogłoszono, że zakończono okres próbny i zawodnik powrócił do Tambowa. Pod koniec maja 2021 został zakontraktowany przez Nieftianik Almietjewsk. Pod koniec września 2021 zwolniony stamtąd. Sezon 2021/2022 dokończył w Torosie Nieftiekamsk. W maju 2022 został graczem macierzystego Awangarda. Od tego czasu występował w stowarzyszonym zespole Omskie Krylja, a w maju 2023 podpisał nowy kontrakt z Awangardem.

## Sukcesy
Klubowe
- Złoty medal MHL /  Puchar Charłamowa: 2012, 2013 z Omskimi Jastriebami
- Puchar Nadziei: 2014 z Awangardem Omsk